# Niptera melanophaea
Niptera melanophaea är en svampart som beskrevs av Rehm 1891. Niptera melanophaea ingår i släktet Niptera, ordningen disksvampar, klassen Leotiomycetes, divisionen sporsäcksvampar och riket svampar.   Inga underarter finns listade i Catalogue of Life.